# Органна музика
Органна музика — музика, призначена для виконання на органі соло або в супроводі будь-яких інших музичних інструментів.
Оскільки духовий орган, цей загальновизнаний «король інструментів», є одним з найдавніших музичних інструментів у всій історії світової культури, то кількість творів, написаних для нього, більша ніж для будь-якого іншого музичного інструменту.
Репертуарне багатство органної музики пояснюється ще й тією важливою обставиною, що протягом багатьох століть орган був основним (а часто і єдиним) музичним інструментом, який вельми активно використовувався в церковно-богослужбовій практиці майже всіх країн Західної Європи та Північної Америки.
Придатність органу для імпровізації одним виконавцем добре адаптована до цієї літургійної ролі і дозволила багатьом сліпим органістам досягти слави; це також пояснює відносно пізню появу письмових композицій для цього інструменту в епоху Відродження. Хоча інструменти досі заборонені у більшості східних церков, органи потрапили до кількох синагог, а також до світських місць, де відбуваються концерти органної музики.